# Comité olympique du Zimbabwe
Le Comité olympique du Zimbabwe (en anglais, Zimbabwe Olympic Committee) est le comité national olympique du Zimbabwe, fondé en 1934 comme celui de la Rhodésie du Sud et reconnu par le CIO en 1980.